# Ladislav Moc
Ladislav Moc (* 17. September 1931 in Sobočice, Zásmuky; † 18. September 2022 in Prag) war ein tschechoslowakischer Geher.
1958 wurde er bei den Leichtathletik-Europameisterschaften in Stockholm Siebter im 50-km-Gehen.
Bei den Olympischen Spielen 1960 in Rom kam er im 20-km-Gehen auf den achten und im 50-km-Gehen auf den elften Platz.
1962 wurde er bei den Europameisterschaften in Belgrad zwölfter im 50-km-Gehen.

## Persönliche Bestzeiten
- 20 km Gehen: 1:30:52 h, 1962
- 50 km Gehen: 4:12:19 h, 1957